# Eremogryllodes major
Eremogryllodes major är en insektsart som beskrevs av Lucien Chopard 1960. Eremogryllodes major ingår i släktet Eremogryllodes och familjen Myrmecophilidae. Inga underarter finns listade i Catalogue of Life.